# Populærmusik fra Vittula
Populærmusik fra Vittula (på sv. Populärmusik från Vittula) er en svensk roman af Mikael Niemi fra 2000. Bogen tager udgangspunt i Mikael Niemis egen opvækst i Pajala i Norrbotten, i 1960'erne og begyndelsen af 1970'erne, men er opdigtet snarere end en selvbiografi. Pajala ligger i det nordligste Sverige ved grænsen til Finland og Vittula (frit oversat til Kussemosen) er et af byens fattigste områder. Populærmusik fra Vittula var Niemis første voksenroman, og hans store gennembrud. Bogen er solgt i et stort oplag, heraf 1000 til Pajala's 2000 indbyggere (2002) og vandt Augustprisen i 2000 . Den bliv filmatiseret i 2004 af Reza Bagher, se Populærmusik fra Vittula.

## Handling
I Sverige tæt på grænsen til Finland, bor drengene Matti og Niila. De tager ved et tilfælde sammen med en flok tyske turister ud at flyve, hvor de havner i Frankfurt. Dette er starten på en masse episoder, de to oplever sammen.
Blandt oplevelserne er: Mødet med en præst fra Congo, hvor Niila endelig kan få brugt sit kendskab til esperanto, mødet med moderne funkmusik, som fører til en tilværelse fyldt med gøgl og optræden. Læseren bliver præsenteret for samfundets anderledes eksistenser: Den tyske forfatter, den skånske musiklærer, den russiske transvestit Olga (Vladimir), som er områdets shaman.

## Persongalleri
Historien kredser om Matti, der er jeg-fortæller i historien, samt hans ven Niila.

### Matti
Matti er barn i Pajala, der er under udvikling, så befolkningen får langsomt flere penge mellem hænderne, samtidig med, at Matti vokser op. Hans søster får råd til at købe en pladespiller, og da Matti for første gang hører lyden af populærmusik, ved han, at det er fremtiden.
Han har meget fantasi og mange idéer. Som 5-årig er han f.eks. besat af tanken om at besøge Kina, verdens ende. Han møder Niila, som han tager med på sin rejse, og de bliver gode venner.
Gennem fortællingen udvikler Matti sig fra en lille 5-årig dreng med store besværligheder ved at skille fantasi og virkelighed. Et eksempel på dette er da Matti i flugt fra skolebetjenten gemmer sig i en gammel varmekedel. Han sidder fast og bliver bange. Så overtager fantasien, og Matti fortæller, at han sidder der i flere år, før han er vokset så meget, at han sprænger kedlen.
Han udvikler sig gennem historien til en teenager med druk, fester og piger.
Populærmusikken får Matti og Niila til at interessere sig for moderne musik, og Matti udvikler efterhånden talent for at spille på guitar, bas og sang.
Den eneste beskrivelse af Mattis ydre er, at han har lange, strittende "guitarfingre". Han bliver set ned på af familien, indtil han får vist sit værd, da han er en "slapsvans". Et eksempel på dette er, da Matti skal hugge brænde. Faderen føler på hans overarme, der ikke vokser det mindste, og siger, at han skulle have været en pige.
Mange af de ting, han gør og står for er knapsu, altså kvindagtigt. Han har dog andre kvaliteter: Hans nysgerrighed bringer ham altid derhen, hvor der sker noget, f.eks. får han lov til at være med til at lege med haglgeværer og deltage i kommunemesterskab i druk, og hans forsøg på at virke sej og imponere andre gør, at han altid får lov til at være med. Desuden er han altid meget omhyggelig. Dette ses i kapitlet med Heinz og rotterne, hvor Matti hele tiden forsøger at udvikle sine talenter inden for rottefangst. Dette viser også, at han som oftest tænker, før han handler.
Gennem det meste af bogen kæmper Matti for at opleve og udleve musikken, men han ender med at blive svensklærer.